# Kvarntjärnen (Rätans socken, Jämtland)
Kvarntjärnen är en sjö i Bergs kommun i Jämtland och ingår i Ljungans huvudavrinningsområde.